# Ballet du XXe siècle
Le Ballet du XXe siècle est une compagnie de ballet fondé à Bruxelles en 1960 par Maurice Béjart et active jusqu'en 1987 en résidence au théâtre royal de la Monnaie en Belgique.

## Historique de la compagnie
En 1959, le directeur de la Monnaie, Maurice Huisman, a programmé huit soirées de ballet, du 8 au 15 décembre, au cours desquelles se succèdent le Ballet du Théâtre royal de la Monnaie, le Ballet de Milorad Miskovitch, le Western Theatre Ballet et le Ballet-Théâtre de Maurice Béjart, accompagnés par l'Orchestre du « Théâtre Royal de la Monnaie ». Béjart y donne pour la première fois son Sacre du printemps. Huisman avait été impressionné par Arcane(II), ballet que Béjart avait montré en septembre 1958 pendant l'Exposition universelle. Le Sacre est un triomphe et Huisman décide d'associer ce jeune trentenaire à la destinée de l'Opéra de Bruxelles.
En 1987, en désaccord avec le directeur de La Monnaie, Gerard Mortier, Béjart quitte en pleine tournée internationale l'institution bruxelloise, dissout les Ballets du XXe siècle, et fonde moins de six semaines plus tard à Lausanne, qui l'accueille désormais, le Béjart Ballet Lausanne, grâce à la Fondation Philip Morris. L'école de danse Mudra attachée au Ballet du XXe siècle est fermée également et Béjart ouvre une nouvelle école qu'il baptise Rudra.

## Le Sacre du printemps
Outre le corps de ballet du Théâtre de la Monnaie, en 1959 les rôles principaux sont interprétés par :
- Tania Bari : l'élue
- Claire Carrie, Laura Proença, Nicole Floris et Jeanine Renguet : quatre jeunes filles
- Germinal Casado : l'élu
- Milenko Banovich et Pierre Dobrievich : deux chefs
- Patrick Belda et Antonio Cano : deux jeunes gens

## Principaux interprètes
Danseuses
- Angèle Albrecht
- Hitomi Asakawa
- Tania Bari
- Tessa Beaumont
- Claire Carrie
- Louba Dobrievich
- Suzanne Farrell
- Maina Gielgud
- Graziella Gillebertus
- Nicole Karys
- Jaleh Kerendi
- Brigitte Kher
- Dolorès Laga
- Beatriz Margenat
- Maguy Marin
- Andrée Marlière
- Menia Martinez

Cécilia Mones
- Shonach Mirk
- Sophie Baule
- Lise Pinet
- Rita Poelvoorde
- Catherine Jacques
- Laura Proença
- Michèle Rimbold
- Michèle Seigneuret
- Duška Sifnios
- Mathé Souverbie
- Christine Teyssier
- Françoise Trefois
- Carole Trévoux
- Catherine Verneuil

Danseurs
- Rouben Bach
- Alain Baran
- Patrick Belda
- Vittorio Biagi
- Paolo Bortoluzzi
- Serge Campardon
- Antonio Cano
- Germinal Casado
- Pierre Dobrievich
- Jorge Donn
- Niklas Ek
- Michel Gascard
- André Herbet
- Daniel Lambo
- Jörg Lanner
- André Leclair
- Jorge Lefebre
- Yann Le Gac
- Philippe Lizon
- Dominique Sournac
- Daniel Lommel
- Iván Markó
- Claude Mazodier
- Jan Nuyts
- Timur Ratlas
- Gil Roman
- Franco Romano
- Patrick Sarrazin
- Jacques Sausin
- Rachid Tika
- Patrice Touron
- Victor Ullate
- Micha van Hoecke
- Jean Vinclair
- Éric Vu-An

## Toutes les créations du Ballet duXXesiècle
- 1959 : Le Sacre du printemps (Bruxelles, sous le nom de Ballet Théâtre de Paris)
- 1960 : Premier Amour (Bruxelles)
- 1961 : Boléro - Webern - Les Quatre Fils Aymon - Suite en noir et blanc - Suite viennoise (Bruxelles)

Divertimento (Paris) - Tannhäuser (Bayreuth)
- 1962 : À la recherche de Don Juan (Bruxelles)

Le Voyage (Cologne) - Noces (Salzbourg)
- 1963 : Sérénade (Bruxelles)

Prométhée (Baalbek)
- 1964 : Fiesta - IXe Symphonie (Bruxelles)

La Damnation de Faust (Paris)
- 1965 : Wagner ou l'Amour fou - Prospective (Bruxelles)

Renard (Paris)
- 1966 : Cantates - Webern opus V - Roméo et Juliette (Bruxelles)

L'Histoire du soldat (Rome)
- 1967 : Comédie (Bruxelles)

Messe pour le temps présent (Avignon)
- 1968 : Ni fleurs ni couronnes (Grenoble) - À la recherche de…, Improvisations et Bhakti (Avignon)
- 1969 : Les Vainqueurs - Actus tragicus (Bruxelles)

Concert de danse (Royan)
- 1970 : Sonate n° 5 (Bruxelles)

Comme la princesse Salomé est belle ce soir et L'Oiseau de feu (Paris) - Serait-ce la mort (Marseille)
- 1971 : Offrande chorégraphique - Erotica - Chant du compagnon errant (Bruxelles)

Les Fleurs du mal (Vienne)
- 1972 : Nijinski, clown de Dieu - Hommage à Jean Cocteau - Stimmung (Bruxelles)

Ah ! Vous dirais-je maman ? (Jérusalem)
- 1973 : Farah - Tombeau (Bruxelles)

Le Marteau sans maître (Milan) - Golestan ou le Jardin des roses (Persépolis) - Improvisation sur Mallarmé (Chiraz)
- 1974 : Seraphita (Bruxelles)

Per la dolce memoria di quel giorno (Florence) - Ce que l'amour me dit (Monte-Carlo)
- 1975 : Pli selon pli - Notre Faust (Bruxelles)

Acqua alta (Venise)
- 1976 : Héliogabale (Naqsh-e Rostam) - Le Molière imaginaire (Paris) - Isadora (Monte-Carlo)
- 1977 : Petrouchka (Bruxelles)

V comme… (Vérone) - La Plus que lente (Gand) - Clair de lune (Lille)
- 1978 : Gaîté parisienne - Le Spectre de la rose - Dichterliebe - Ce que la mort me dit - Leda (Bruxelles)
- 1979 : Illuminations - Variations Don Giovanni (Bruxelles)

Life (New York) - Mephisto Valzer (Monte-Carlo)
- 1980 : Eros Thanatos (Athènes)
- 1981 : La Muette - Light - Divine (Bruxelles)

Les Chaises (Rio de Janeiro)
- 1982 : Wien, Wien nur du allein - L’Histoire du soldat - Concerto en ré (Bruxelles)

Thalassa / Mare Nostrum (Arles)
- 1983 : Messe pour le temps futur (Bruxelles)

Vie et mort d'une marionnette humaine (New York) - Sept Danses grecques (Paris)
- 1984 : Dionysos (Milan)
- 1985 : Opérette (Stuttgart)
- 1986 : Le Martyre de saint Sébastien - Malraux ou la Métamorphose des dieux (Bruxelles)

Le Baiser de la fée (Gand) - Arepo (Paris) - Kabuki (Tokyo)
- 1987 : Trois Études pour Alexandre (Paris)